# Georg Margreitter
Georg Margreitter (Schruns, 7 november 1988) is een Oostenrijks voormalig voetballer die doorgaans speelde als centrale verdediger. Tussen 2007 en 2023 was hij actief voor LASK Linz, Wiener Neustadt, Austria Wien, Wolverhampton Wanderers, FC Kopenhagen, Chesterfield, 1. FC Nürnberg en Grasshoppers.

## Clubcarrière
Margreitter speelde in de jeugd van FC Schruns en AKA Vorarlberg, maar in 2007 brak hij door bij LASK Linz. Na zeven wedstrijden in één seizoen werd de verdediger verhuurd aan Wiener Neustadt. Hier was hij overwegend basisspeler en met Wiener Neustadt legde hij beslag op de titel op het tweede niveau. Na nog een jaar bij LASK Linz werd Margreitter in de zomer van 2010 overgenomen door Austria Wien.
Na ruim twee seizoenen in de Oostenrijkse hoofdstad nam Wolverhampton Wanderers hem over voor circa tweeënhalf miljoen euro. Bij Wolverhampton zag hij al snel de coach die hem gehaald had, Ståle Solbakken, vertrekken en onder diens opvolgers Dean Saunders en Kenny Jackett kwam hij niet aan spelen toe. Hierop werd Margreitter in de zomer van 2013 gehuurd door FC Kopenhagen, waar Solbakker inmiddels coach was. De clubleiding van FC Kopenhagen wilde na deze verhuurperiode graag langer met de Oostenrijker door, maar de partijen kwamen er financieel niet uit.
Chesterfield was hierop de club die hem voor drie maanden huurde. Na deze drie maanden kwam Margreitter niet meer in actie voor Wolverhampton en medio 2015 kwamen beide partijen overeen om het contract te ontbinden. Binnen een maand vond de Oostenrijkse verdediger in 1. FC Nürnberg een nieuwe werkgever. Medio 2021 verkaste de Oostenrijker naar Grasshoppers. In de zomer van 2023 besloot Margreitter op vierendertigjarige leeftijd een punt achter zijn actieve loopbaan te zetten.

## Clubstatistieken
| Seizoen | Club                    | Competitie    | Competitie | Competitie | Beker | Beker | Internationaal | Internationaal | Totaal | Totaal |
| Seizoen | Club                    | Competitie    | Wed.       | Dlp.       | Wed.  | Dlp.  | Wed.           | Dlp.           | Wed.   | Dlp.   |
| ------- | ----------------------- | ------------- | ---------- | ---------- | ----- | ----- | -------------- | -------------- | ------ | ------ |
| 2007/08 | LASK Linz               | Bundesliga    | 7          | 0          | 0     | 0     | —              | —              | 7      | 0      |
| 2008/09 | → Wiener Neustadt       | Erste Liga    | 30         | 4          | 4     | 0     | —              | —              | 34     | 4      |
| 2009/10 | LASK Linz               | Bundesliga    | 21         | 2          | 1     | 0     | —              | —              | 22     | 2      |
| 2010/11 | Austria Wien            | Bundesliga    | 27         | 1          | 1     | 0     | 4              | 0              | 32     | 1      |
| 2011/12 | Austria Wien            | Bundesliga    | 29         | 1          | 3     | 1     | 8              | 0              | 40     | 2      |
| 2012/13 | Austria Wien            | Bundesliga    | 3          | 0          | 1     | 0     | —              | —              | 4      | 0      |
| 2012/13 | Wolverhampton Wanderers | Championship  | 1          | 0          | 2     | 0     | —              | —              | 3      | 0      |
| 2013/14 | → FC Kopenhagen         | Superligaen   | 13         | 0          | 5     | 0     | 2              | 0              | 20     | 0      |
| 2014/15 | → Chesterfield          | League One    | 13         | 1          | 1     | 0     | —              | —              | 14     | 1      |
| 2014/15 | Wolverhampton Wanderers | Championship  | 0          | 0          | 0     | 0     | —              | —              | 0      | 0      |
| 2015/16 | 1. FC Nürnberg          | 2. Bundesliga | 25         | 0          | 3     | 0     | —              | —              | 28     | 0      |
| 2016/17 | 1. FC Nürnberg          | 2. Bundesliga | 17         | 0          | 1     | 1     | —              | —              | 18     | 1      |
| 2017/18 | 1. FC Nürnberg          | 2. Bundesliga | 24         | 4          | 2     | 1     | —              | —              | 26     | 5      |
| 2018/19 | 1. FC Nürnberg          | Bundesliga    | 27         | 2          | 2     | 0     | —              | —              | 29     | 2      |
| 2019/20 | 1. FC Nürnberg          | 2. Bundesliga | 18         | 2          | 2     | 0     | —              | —              | 20     | 2      |
| 2020/21 | 1. FC Nürnberg          | 2. Bundesliga | 18         | 1          | 0     | 0     | —              | —              | 18     | 1      |
| 2021/22 | Grasshoppers            | Super League  | 20         | 4          | 0     | 0     | —              | —              | 20     | 4      |
| 2022/23 | Grasshoppers            | Super League  | 17         | 0          | 0     | 0     | —              | —              | 17     | 0      |
| Totaal  | Totaal                  | Totaal        | 310        | 22         | 28    | 3     | 14             | 0              | 352    | 25     |

## Erelijst
| Erste Liga | 1 | 2008/09 |